# Acalypha scleropumila
Acalypha scleropumila é uma espécie de flor do gênero Acalypha, pertencente à família Euphorbiaceae.